# Fusión (música)
Fusión, mestizaje musical o hibridación musical  es la denominación que se da a la mezcla de dos o más géneros o estilos musicales distintos en una obra, que a su vez puede generar un género o estilo nuevo. Son muy habituales en la música popular de Estados Unidos, especialmente en el jazz y el rock. Con mucha anterioridad, los géneros o estilos híbridos eran denominados cantes de ida y vuelta en el caso de la música española "fusionada" con músicas americanas. Ninguno de esos dos elementos era "puro", pues la música "española" de la época sería resultado de la fusión de elementos de origen europeo y árabe-andalusí (que a su vez provendría de la fusión de todo tipo de elementos mediterráneos y orientales), mientras que la música "americana" de la época sería una fusión de elementos de origen europeo, africano e indígena-americano).